# Mazarać
Mazarać (cyr. Мазараћ) – wieś w Serbii, w okręgu pczyńskim, w gminie Vladičin Han. W 2011 roku liczyła 143 mieszkańców.